# Hôtel du Nord (Aubel)
Ne doit pas être confondu avec Hôtel du Nord.
L'ancien hôtel du Nord est un immeuble situé dans le centre historique de la commune d'Aubel, au nord de la province de Liège en Belgique. L'immeuble est classé depuis 1983.

## Localisation
Cette actuelle maison d'habitation se trouve au centre d'Aubel, au no 16 de la place Antoine Ernst. Cette place compte deux autres immeubles classés aux nos 9 (maison Moreau) et 29 (maison À l'Empereur).

## Historique
La façade de l'immeuble a été construite dans le style Louis XIV en 1775 par un regroupement de deux maisons plus étroites et n'a plus connu de modifications notoires depuis cette époque. Aux alentours de 1900, l'immeuble est utilisé comme hôtel et appelé Hôtel du Nord comme le signale, sur des cartes postales de cette époque, une enseigne en grandes lettres majuscules inscrites aux allèges des trois baies centrales du premier étage.

## Description
Cet immeuble symétrique à double corps est bâti en brique. Le soubassement est réalisé en grès. Les encadrements des baies et des quatre soupiraux sont en pierre calcaire. La façade compte cinq travées et trois niveaux (deux étages). Les baies du rez-de-chaussée sont ont une hauteur dégressive par étages. Toutes les baies sont surmontées d'un linteau bombé à clé de voûte passante trapézoïdale .
La porte d'entrée est surmontée d'une baie d'imposte vitrée à petits-bois rayonnante en forme d'un demi cercle de sept pétales de marguerite.